# جيمي كوكرين
جيمي كوكرين (بالإنجليزية: Jimmy Cochrane)‏ هو لاعب كرة قدم بريطاني، ولد في 14 يناير 1954 في غلاسكو في المملكة المتحدة. لعب مع دارلينجتون إف سى ونادي توركي يونايتد ونادي ميدلزبره.